# SS-Obergruppenführer

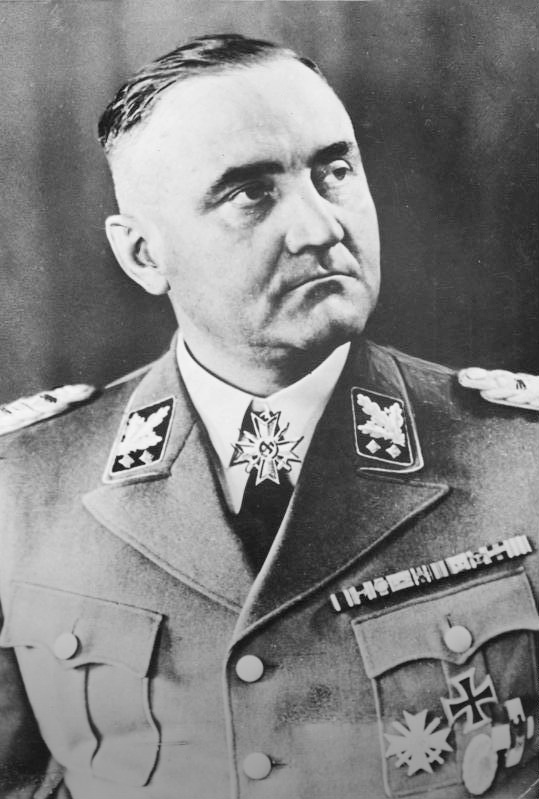
Gottlob Berger, SS-Obergruppenführer rendfokozat rangjelzéseiben és a Knight's Cross of the War Merit Cross kitüntetésével

Az Obergruppenführer (’főcsoportfőnök’) az NSDAP által használt rendfokozat, melyet 1932-ben vezetett be az SA, majd egy évvel később átvette SS. 1942-ig ez volt a legmagasabb adományozott SS rendfokozat: a Gruppenführer rendfokozatot követte, az ennél magasabb Reichsführer-SS fokozatot pedig Heinrich Himmler használta.

## Története
Az Obergruppenführer  rendfokozatot  Ernst Röhm hozta létre 1932-ben és adományozta. Eredeti elképzelése az volt, hogy ez a rendfokozat az Oberste SA-Führung (SA főparancsnokság) és rangidős SA csoportparancsnokok (SA-Gruppen ) rendfokozata legyen. Ezt néhány korai előléptetés, beleértve Ernst Röhm, Viktor Lutze, Edmund Heines, August Schneidhüber és Fritz Ritter von Krausser előléptetése támasztja alá.
Az  SA-Obergruppenführer  a legmagasabb SA rendfokozat volt 1933 tavaszáig, ezután Röhm létrehozta a  Stabschef rendfokozatot (formailag az SA vezérkar főnöke), és előléptette saját magát ebbe a pozícióba.
Szintén 1933 nyarán Heinrich Himmler részére Adolf Hitler adományozta az új SS-Obergruppenführer rendfokozatot és egyenlővé tette ezt az SA legmagasabb rendfokozatával. Himmler rendszeresen hivatkozott magára mint Reichsführer-SS, 1934 előtt egyszerűen csak az SS parancsnoka volt a címe, rendfokozat nélkül. Röviddel Himmler előléptetése után Hitler további személyeket léptetett elő, és Himmler előléptetését visszadátumozta 1933. január 1-jére azért, hogy megőrízze az előléptetési rend egységességét.

## Előléptetések kronológiája
| Előléptetések SS-Obergruppenführer rendfokozatba évenként | Előléptetések SS-Obergruppenführer rendfokozatba évenként | Előléptetések SS-Obergruppenführer rendfokozatba évenként |
| --------------------------------------------------------- | --------------------------------------------------------- | --- |
| 1933                                                      | 3                                                         | Heinrich Himmler, Franz Xaver Schwarz, Kurt Daluege |
| 1934                                                      | 5                                                         | Fritz Weitzel, Richard Walther Darré, Walter Buch, Rudolf Hess, Sepp Dietrich |
| 1935                                                      | 2                                                         | Udo von Woyrsch, Friedrich Wilhelm Krüger |
| 1936                                                      | 8                                                         | Josias Erbprinz zu Waldeck und Pyrmont, Max Amann, Karl von Eberstein, Philipp Bouhler, Wolf-Heinrich von Helldorf, Friedrich Jecklen, Werner Lorenz, August Heissmeyer |
| 1937                                                      | 1                                                         | Ernst-Heinrich Schmauser |
| 1938                                                      | 0                                                         | |
| 1939                                                      | 0                                                         | |
| 1940                                                      | 3                                                         | Joachim von Ribbentrop, Martin Bormann, Hans Lammers |
| 1941                                                      | 8                                                         | Otto Dietrich, Reinhard Heydrich, Hans-Adolf Prützmann, Erich von dem Bach-Zelewski, Wilhelm Rediess, Paul Hausser, Wilhelm Reinhard, Albert Forster |
| 1942                                                      | 20                                                        | Karl Kaufmann, Friedrich Hildebrandt, Karl Fiehler, Dietrich Klagges, Paul Körner, Wilhelm Murr, Fritz Sauckel, Richard Hildebrandt, Wilhelm Koppe, Theodor Berkelmann, Wilhelm Keppler, Karl Wolff, Josef Bürkel, Arthur Greiser, Theodor Eicke, Emil Mazuw, Paul Scharfe, Oswald Pohl, Walter Schmitt, Herbert Backe |
| 1943                                                      | 23                                                        | Siegfried Taubert, Joachim Albrecht Eggeling, Ernst Wilhelm Bohle, Konstantin von Neurath, Julius Schaub, Günther Pancke, Ernst Kaltenbrunner, Konrad Henlein, Ernst Sachs, Karl Hermann Frank, August Eigruber, Friedrich Rainer, Hugo Jury, Rudolf Querner, Friedrich Alpers, Gottlob Berger, Otto Hofmann, Hans Albin Rauter, Hans Jüttner, Artur Phleps, Felix Steiner, Alfred Wünnenberg, Karl Pfeffer-Wildenbruch |
| 1944                                                      | 32                                                        | Hartmann Lauterbacher, Karl Hanke, Ulrich Greifelt, Wilhelm Stuckart, Otto Winkelmann, Hermann Höfle, Ernst-Robert Grawitz, Leonardo Conti, Franz Breithaupt, Werner Best, Maximilian von Herff, Georg Keppler, Walter Krüger, Karl Maria Demelhuber, Kurt Knoblauch, Curt von Gottberg, Oskar Schwerk, Heinrich von Maur, Karl Wahl, Fritz Wächtler, Jürgen von Kamptz, Erwin Rösener, Benno Martin, Gustav Adolf Scheel, Paul Wegener, Karl Gutenberger, Carl Albrecht Oberg, Wilhelm Bittrich, Matthias Kleinheisterkamp, August Frank, Fritz Schlessmann, Herbert Otto Gille |
| 1945                                                      | 1                                                         | Hans Kammler |

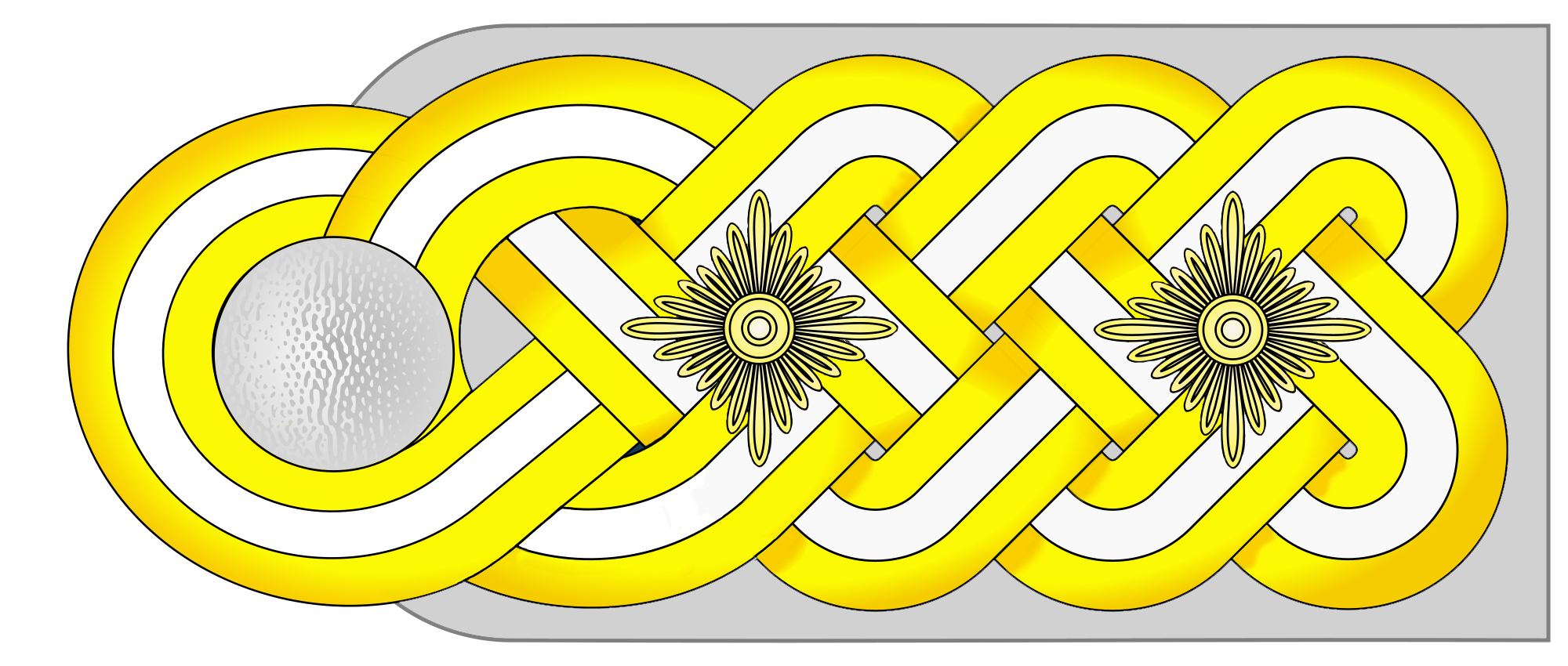
váll-lap
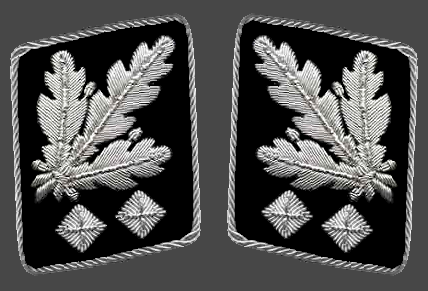
paroli
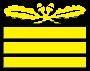
karjelzés, álcázott

## Fordítás
Ez a szócikk részben vagy egészben  az    Obergruppenführer című angol Wikipédia-szócikk fordításán alapul.  Az eredeti cikk szerkesztőit annak laptörténete sorolja fel. Ez a jelzés csupán a megfogalmazás eredetét és a szerzői jogokat jelzi, nem szolgál a cikkben szereplő információk forrásmegjelöléseként.